# Else Muusfeldt
Else Muusfeldt-Gyllenstierna född 7 november 1921 i Helsingfors, död 1998, var en finländsk-svensk målare.
Muusfeldt studerade vid Finska konstfackskolan i Helsingfors 1940–1945 och arbetade därefter som reklamtecknare i Stockholm 1945–1958. Hon studerade för André Lhote i Paris 1959 och modellteckning vid Accademia Belle Arti i Rom 1970. Separat ställde hon ut på Lilla Galleriet i Stockholm 1967 som senare följdes av separatutställningar i Helsingfors och en porträttutställning på Konstnärshuset i Stockholm. Hon medverkade i ett flertal samlingsutställningar bland annat på Liljevalchs vårsalonger och Galeria San Marco i Rom. Muusfeldt är representerad vid Bonnierska porträttsamlingen i Manila. Hon var gift med Ebbe Gyllenstierna.